# Pyrrhia purpurites
Pyrrhia purpurites är en fjärilsart som beskrevs av Treitschke 1826. Pyrrhia purpurites ingår i släktet Pyrrhia och familjen nattflyn. Inga underarter finns listade.